# Accord sur la frontière maritime entre la France et les Seychelles
L'accord sur la frontière maritime entre la France et les Seychelles est un traité de 2001 entre la France et les Seychelles qui délimite la frontière maritime entre les Seychelles et les îles Glorieuses, inhabitées et revendiquées par la France.
Le traité a été signé à Victoria, aux Seychelles, le 19 février 2001. La frontière établie par le texte du traité identifie deux segments maritimes rectilignes définis par trois points. La frontière est une ligne approximativement équidistante entre les deux territoires. L'extrémité nord de la frontière s'arrête avant le tripoint avec les Comores et l'extrémité sud s'arrête avant le tripoint avec Madagascar.
Le traité est entré en vigueur dès sa signature. Le nom complet du traité est « Accord entre le Gouvernement de la République française et le Gouvernement de la République des Seychelles relatif à la délimitation de la frontière maritime de la zone économique exclusive et du plateau continental de la France et des Seychelles ». Le ministre des Affaires étrangères Jérémie Bonnelame a signé le traité au nom des Seychelles.